# Bengkulu
Bengkulu è una provincia dell'Indonesia. È situata sulla costa sud-occidentale dell'isola di Sumatra e confina con le province di Sumatra Occidentale, Sumatra Meridionale, Jambi e Lampung. La capitale, e più grande città della provincia, è Bengkulu. Nel passato Bengkulu è stata sede di una guarnigione britannica, a quel tempo chiamata Bencoolen.
La provincia ha una popolazione di quasi 2.000.000 abitanti (al 2019) e comprende anche l'isola di Enggano.

## Storia
La Compagnia Inglese delle Indie Orientali creò un centro commerciale per il pepe e stabilì una guarnigione a Bengkulu (Bencoolen) nel 1685. Nel 1714 i britannici costruirono nella città Fort Marlborough, ancora oggi visibile. L'emporio non fu mai finanziariamente redditizio per i britannici, ostacolato da una località che gli europei trovavano sgradevole e, soprattutto, dall'impossibilità di trovare pepe sufficiente da acquistare.
Nonostante queste difficoltà, i britannici mantennero la loro presenza per 150 anni prima di cedere la provincia agli olandesi, come da termini del Trattato anglo-olandese del 1824, e concentrare l'attenzione su Malacca. Come il resto dell'attuale Indonesia, Bengkulu rimase una colonia olandese fino a dopo la seconda guerra mondiale.
Durante la prigionia subita da Sukarno da parte degli olandesi nei primi anni trenta, il futuro primo presidente dell'Indonesia visse per un breve periodo a Bengkulu. Qui incontrò la moglie, Fatmawati, che gli diede numerosi figli; il più famoso divenne la prima donna Presidente dell'Indonesia, Megawati Sukarnoputri.
Bengkulu si trova nelle vicinanze della faglia di Sunda ed è soggetta a terremoti e tsunami. Nel giugno 2000 un terremoto ha causato danni e la morte di almeno cento persone. Un recente rapporto prevede che Bengkulu è "a rischio di inondazione nel corso dei prossimi decenni a causa di terremoti sottomarini previsto lungo la costa di Sumatra".
Una serie di terremoti ha colpito Bengkulu nel settembre 2007, uccidendo 13 persone.

## Economia
L'estrazione del carbone è una delle principali attività economiche a Bengkulu. Sono attive tre miniere che producono tra le 200.000 e le 400.000 tonnellate di carbone l'anno. Il carbone viene esportato in Malaysia, Singapore, Asia Meridionale e Asia Orientale.
Altra importante attività è la pesca, in particolare di tonno e sgombro. Fra i prodotti agricoli esportati dalla provincia vi sono zenzero, germogli di bambù e gomma.